# Passiflora speciosa
Passiflora speciosa är en passionsblomsväxtart som beskrevs av Gardn.. Passiflora speciosa ingår i släktet passionsblommor, och familjen passionsblomsväxter. Inga underarter finns listade i Catalogue of Life.